# 에두아르드 페르난데스
에두아르드 페르난데스(Eduard Fernández, 1964년 8월 24일 ~ )는 스페인의 배우이다.

## 출연 작품
- 메디테라네오: 더 로 오브 더 씨 (2021)
- 30 코인스. 에피소드 1 (2020)
- 어 씨프스 도터 (2019)
- 와일 앳 워 (2019)
- 누구나 아는 비밀 (2018)
- 퍼펙트 스트레인저스 (2017)
- 더 맨 위드 싸우전 페이시스 (2016)
- 해피 140 (2015)
- 먼 바다 (2015)
- 트루만 (2015)
- 엘 니노 (2014)
- 데이 다이드 비욘드 데어 민스 (2014)
- 피플 인 플레이스 (2013)
- 14 d'abril. Macia contra Companys (2011)
- 내가 사는 피부 (2011)
- 모기장 (2010)
- 블랙 브레드 (2010)
- 비우티풀 (2010)
- 가족과 3일 (2009)
- 쓰리 데이즈 (2008)
- 체 게바라: 2부 게릴라 (2008)
- 픽션 (2006)
- 알라트리스테 (2006)
- 생존 게임 (2005)
- 인 더 시티 (2003)
- 파우스트 5.0 (2001)
- 마르티나 (2001)